# О
О (gemen: о) är en bokstav i det kyrilliska alfabetet. Den uttalas på ryska ungefär som ett svenskt å när den är betonad och ungefär som svenskt a när den är obetonad. Utseendet är detsamma som latinskt O. Vid transkribering av ryska skriver man o i svensk text och [o] i IPA. Vid translitteration till latinska bokstäver enligt ISO 9 motsvaras bokstaven också av o.

## Teckenkoder i datorsammanhang
| Teckenkoder        | Versal: О                 | Gemen: о                |
| ------------------ | ------------------------- | ----------------------- |
| Namn (Unicode)     | CYRILLIC CAPITAL LETTER O | CYRILLIC SMALL LETTER O |
| Kodpunkt (Unicode) | U+041E                    | U+043E                  |
| HTML               | &#1054;                   | &#1086;                 |